# Vorožba
Vorožba (in ucraino Ворожба?) è una città dell'Ucraina (6 674 abitanti) situata nel distretto di Sumy, nell'oblast' di Sumy. Ospita l'amministrazione della comunità territoriale di Vorožba, una delle comunità territoriali dell'Ucraina.
Fino al 18 luglio 2020 Vorožba apparteneva al distretto di Bilopillja, abolito come parte della riforma amministrativa dell'Ucraina. L'area del distretto di Bilopillja è stata trasferita al distretto di Sumy.